# El guardián del paraíso
El guardián del paraíso es una película española de comedia estrenada en 1955, escrita por Manuel Pombo Angulo y Arturo Ruiz Castillo y dirigida por este último y protagonizada en el papel principal por Fernando Fernán Gómez.  
Por su papel de Cecilia, Elvira Quintillá fue premiada con la medalla a la mejor actriz secundaria, otorgada por el Círculo de Escritores Cinematográficos.

## Sinopsis
Mientras se lamenta de sus condiciones de trabajo, un sereno madrileño llamado Manuel relata a un individuo tres historias protagonizadas por él. En la primera, ayuda a un poeta bohemio y alcohólico que vive un amor platónico con una mujer a la que llama princesa. En la segunda, acompaña a una monja a conseguir de estraperlo un medicamento experimental para un niño enfermo de meningitis. Y, en la última, es testigo del robo en una fábrica, lo que provocará un cambio de destino en su vida.

## Reparto
- Fernando Fernán Gómez ... Manuel, el sereno
- José María Rodero ... Arturo, el poeta
- Emma Penella ... Monja
- José Isbert ... José, el taxista
- Elvira Quintillá ... Cecilia
- Antonio Riquelme ... Rodolfo, "El Solomillo"
- Félix Dafauce ... El Fino
- Rafael Bardem ...	El Cicatriz
- Carolina Jiménez ... Madre de niño enfermo
- José Prada ... Doctor Carlos
- Antonio Casas	...	Inspector
- Antonio Ozores ... Cliente bar
- Matilde Muñoz Sampedro ... María, mujer de Rodolfo
- Ramón Elías ... Maitre
- Manuel Arbó
- Francisco Bernal ...	Sereno
- Casimiro Hurtado ...	Camarero
- Xan das Bolas ...	Sereno
- Juan Vázquez ... Don Joaquín
- Eugenio Domingo ... Chico en feria
- Modesto Blanch
- Manuel Guitián
- Santiago Rivero ... Inspector
- Joaquín Bergía
- María José Valero

## Premios
XI edición de las Medallas del Círculo de Escritores Cinematográficos
| Categoría               | Candidato        | Resultado |
| ----------------------- | ---------------- | --------- |
| Mejor actriz secundaria | Elvira Quintillá | Ganadora  |